# پهنه ساحلی

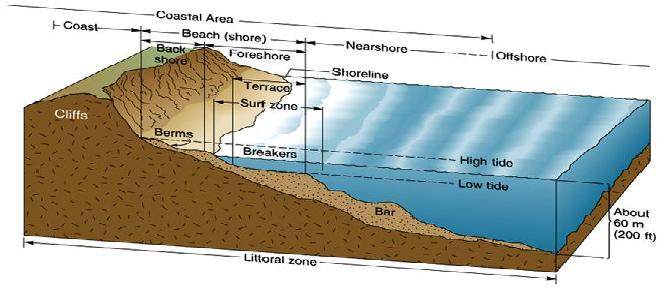
بخش‌ها و سازمان‌های مختلف منطقه ساحلی را بر اساس اینکه چگونه می‌خواهند منطقه را ببینند به زیرمنطقه‌های مختلف تقسیم می‌کنند.

پهنه ساحلی (انگلیسی: Littoral zone) بخشی از دریا، دریاچه یا رود است که به کرانه نزدیک است. این پهنه در محیط‌های ساحلی از بالاترین خط آب که به ندرت زیر آب است تا منطقه کرانه‌ای که همیشه زیر آب است، گسترده شده است. پهنه ساحلی همیشه پهنه جزر و مدی را در بر می‌گیرد و اغلب برای اشاره به همان پهنه به کار می‌رود؛ با این حال پهنه ساحلی می‌تواند مناطقی فراتر از پهنه جزر و مدی را شامل شود.
مجاورت پهنه ساحلی با آب باعث می‌شود که این پهنه دارای ویژگی‌های مشخص و متمایزی باشد. نیروی فرسایشی آب زمین‌چهره‌های ویژه‌ای مانند تپه ماسه‌ای و پای‌رود پدید می‌آورد. حرکت طبیعی آب در امتداد کناره، جریان موازی ساحل نامیده می‌شود. از نظر زیست‌شناسی، در دسترس بودن آب باعث تنوع زندگی گیاهی و جانوری و به‌ویژه شکل‌گیری تالاب‌های گسترده می‌شود. همچنین تبخیر رطوبت محلی معمولاً خرداقلیم را پدید می‌آورد که تشکیل گونه‌های یکتای ارگانیسم‌ها را پشتیبانی می‌کند.